# Кольчатый плоскохвост
Кольчатый плоскохвост, или обыкновенный морской крайт (лат. Laticauda laticaudata) — змея из подсемейства морских змей. Распространена от Индии до Австралии. Туловище змеи имеет яркий голубоватый фон, по которому чередуются широкие черные кольца. Брюшная сторона окрашена в более светлые голубовато-желтые тона. Эта змея в больших количествах встречается на коралловых рифах, и среди выбросов в полосе прибоя. Далеко от берега не заплывает, нередко встречается на суше.

## Описание
Брюшные чешуйки большие, составляют от одной трети до более чем половины ширины тела; ноздри расположены по бокам; 19 продольных рядов черепитчатых чешуек на середине тела; нет азиготного префронтального щитка; ростральный щиток неразделённый; вентральных чешуек 225–243; субкаудальных чешуек 38–47 у самцов и 30–35 у самок. Верхняя губа тёмно-коричневая. Общая длина тела: самцы 910 мм, самки 1070 мм; длина хвоста: самцы 110 мм, самки 110 мм. Имеет тёмно-синие и чёрные полоски, проходящие по всему телу, переходящие в бледно-жёлтый или кремовый цвет на брюхе и на лице.